# Courmes
Pour les articles homonymes, voir Courmes (homonymie).
Courmes est une commune française située dans le département des Alpes-Maritimes, en région Provence-Alpes-Côte d'Azur.
Ses habitants sont les Courmians ou les Courmois.

## Géographie

### Localisation
Le village de Courmes est situé à une altitude moyenne de 623 mètres environ dans le département des Alpes-Maritimes à une vingtaine de kilomètres environ au nord-est de Grasse.

### Géologie et relief
- Village perché situé au dessus des gorges du Loup et surplombé par le Pic de Courmettes et le Puy de Tourrette.
- Site Natura 2000[1].
- Commune du Parc naturel régional des Préalpes d'Azur[2].

### Sismicité
Commune située dans une zone de sismicité modérée.

### Hydrographie et les eaux souterraines
Cours d'eau traversant la commune :
- Le Loup (fleuve).

### Climat
Pour des articles plus généraux, voir Climat de Provence-Alpes-Côte d'Azur et Climat des Alpes-Maritimes.
En 2010, le climat de la commune est de type climat méditerranéen altéré, selon une étude du Centre national de la recherche scientifique s'appuyant sur une série de données couvrant la période 1971-2000. En 2020, Météo-France publie une typologie des climats de la France métropolitaine dans laquelle la commune est exposée à un climat méditerranéen et est dans la région climatique  Var, Alpes-Maritimes, caractérisée par une pluviométrie abondante en automne et en hiver (250 à 300 mm en automne), un très bon ensoleillement en été (fraction d’insolation > 75 %), un hiver doux (8 °C) et peu de brouillards. 
Pour la période 1971-2000, la température annuelle moyenne est de 12,5 °C, avec une amplitude thermique annuelle de 15,3 °C. Le cumul annuel moyen de précipitations est de 1 140 mm, avec 6,2 jours de précipitations en janvier et 3,3 jours en juillet. Pour la période 1991-2020, la température moyenne annuelle observée sur la station météorologique de Météo-France la plus proche, « Caussols », sur la commune de Caussols à 9 km à vol d'oiseau, est de 9,7 °C et le cumul annuel moyen de précipitations est de 1 271,5 mm. 
La température maximale relevée sur cette station est de 32,4 °C, atteinte le 28 juin 2019 ; la température minimale est de −11,7 °C, atteinte le 27 février 2018,,. 
Les paramètres climatiques de la commune ont été estimés pour le milieu du siècle (2041-2070) selon différents scénarios d'émission de gaz à effet de serre à partir des nouvelles projections climatiques de référence DRIAS-2020. Ils sont consultables sur un site dédié publié par Météo-France en novembre 2022.

### Voies de communications et transports

#### Voies routières
- RD 3 vers Gourdon, et Gréolières.
- RD 6 vers Le Bar-sur-Loup.

#### Transports en commun
- Transport en Provence-Alpes-Côte d'Azur

Envibus, le réseau des transports publics de la Communauté d'Agglomération Sophia Antipolis.

### Intercommunalité
Commune membre de la Communauté d'agglomération de Sophia Antipolis.

## Urbanisme

### Typologie
Au 1er janvier 2024, Courmes est catégorisée commune rurale à habitat dispersé, selon la nouvelle grille communale de densité à 7 niveaux définie par l'Insee en 2022.
Elle est située hors unité urbaine et hors attraction des villes,.

### Occupation des sols
L'occupation des sols de la commune, telle qu'elle ressort de la base de données européenne d’occupation biophysique des sols Corine Land Cover (CLC), est marquée par l'importance des forêts et milieux semi-naturels (98,7 % en 2018), une proportion identique à celle de 1990 (98,7 %). La répartition détaillée en 2018 est la suivante :
 
milieux à végétation arbustive et/ou herbacée (63,5 %), forêts (35,2 %), zones agricoles hétérogènes (1,3 %).
L'évolution de l’occupation des sols de la commune et de ses infrastructures peut être observée sur les différentes représentations cartographiques du territoire : la carte de Cassini (XVIIIe siècle), la carte d'état-major (1820-1866) et les cartes ou photos aériennes de l'IGN pour la période actuelle (1950 à aujourd'hui).

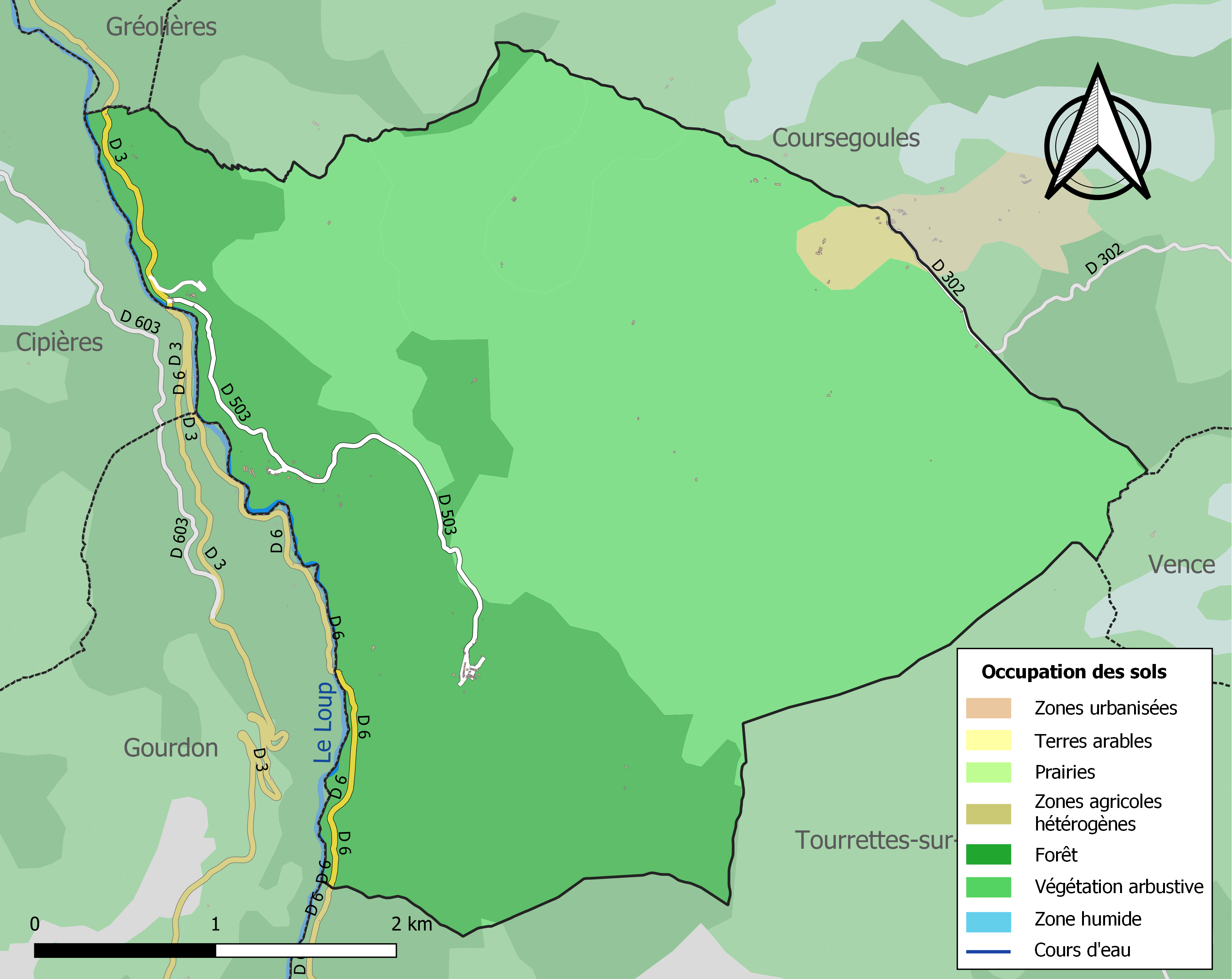
Carte de l'occupation des sols de la commune en 2018 (CLC).

## Toponymie

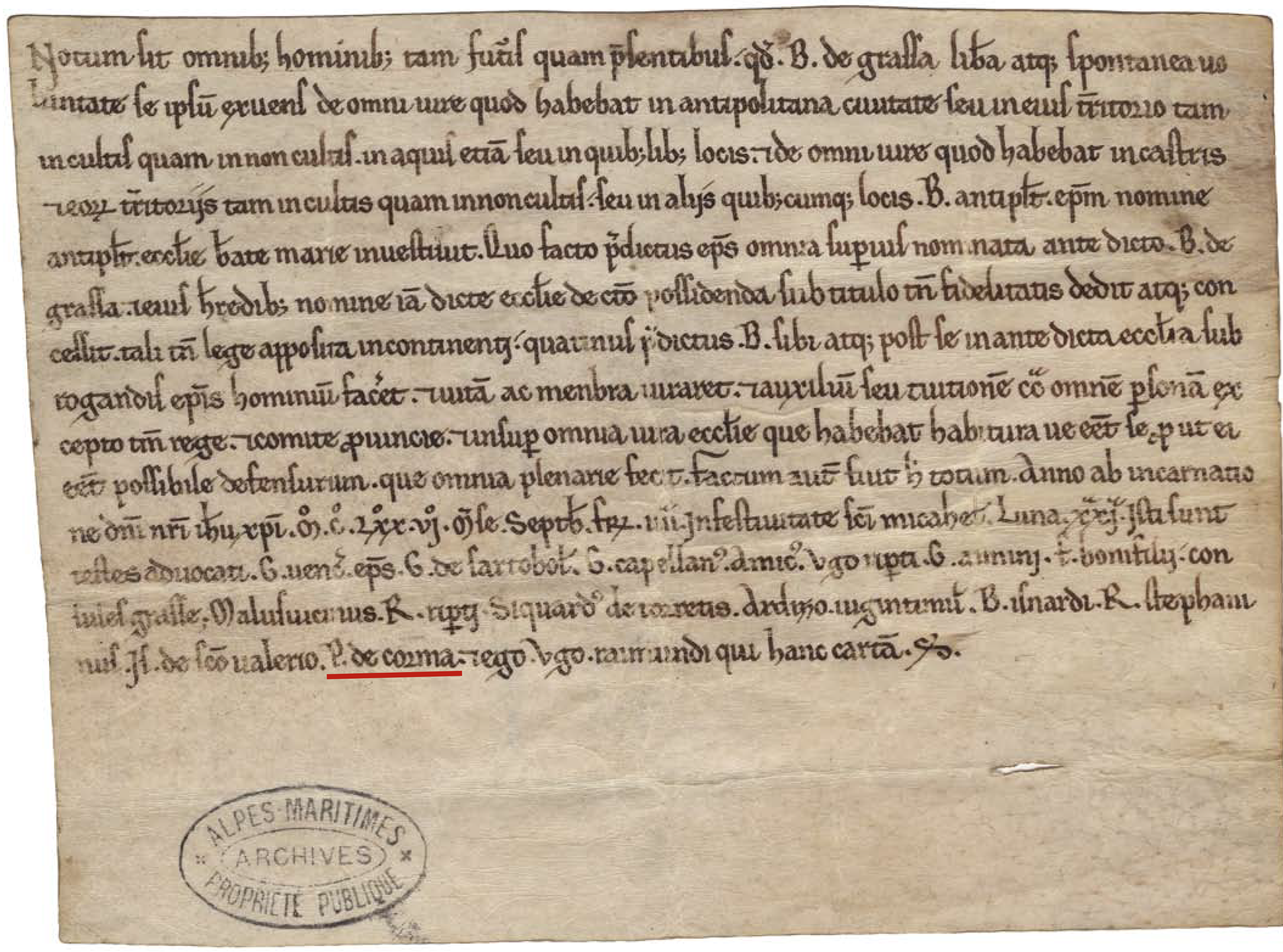
Apparition du nom, le 29 septembre 1176 :
Un personnage, P. de Corma, signe comme témoin une charte (acte de donation),.

Ernest Nègre (1990) indique Corma en 1176 et Cormis en 1271 et écrit que le nom qui a dû signifier « ensemble de cornouilles » vient de l'occitan corma qui désigne la cornouille, fruit du cornouiller, Cornus mas en latin.
Albert Dauzat (1963) qualifie Corma d'ancien provençal, corma : cornouille. C'est-à-dire un lieu « planté de cornouiller. » Il poursuit : « Courmes, Alpes-Mar. (Corma 1176), sur un éperon de 630 m d'alt. : ancien. prov. corma, cornouille, cornouiller. (ou oronyme pré-latin),. »
Frédéric Mistral dans Lou Tresor dóu Felibrige (1878-1886) écrit que Courmo, Courmes est un nom de lieu dans les Alpes-Maritimes et que Courmes, Decormis sont des noms de familles provençales.

## Histoire
Thierry Jan écrit : « Les lieux furent occupés par les Celto-ligures puis par les Romains. Corma est mentionné en 1176. »
Le village et son château (qui devait se trouver au point le plus haut) se trouvaient à l'origine à la Serre de la Madeleine dit « Les Combes », soit à 1,5 km à vol d'oiseau au nord du village actuel.
Le château de Courmes fut construit au milieu du XIIe siècle à l’emplacement d’un oppidum qui occupait le sommet du Pic de Courmettes. Après le Moyen Age le bourg fut reconstruit plus bas sur un site plus favorable.
Le fief est donné en 1235 à Romée de Villeneuve par le comte de Provence. Il a ensuite appartenu vers 1270 aux Roux (Rosso) venus de Lombardie qui furent seigneurs de Courmes ou Cormis et ne portèrent plus par la suite que le nom de Cormis puis aux Lombard de Gourdon et aux Barcillon.
Les épidémies de peste vont entraîner une dépopulation du castrum au XVe siècle.
En 1670, l'évêque de Vence, Antoine Godeau rendit visite à Courmes qui jusque-là avait été jugé inaccessible par ses prédécesseurs. Il a fait cette visite en décembre et alla dire la messe dans la chapelle qui servait de paroisse aux dix-sept familles qui vivaient à Courmes après qu'il fut tombé dans la nuit deux mètres de neige.
Courmes a été un hameau dépendant de Coursegoules jusqu'à la Révolution.
En 1944, un maquis va exister à Courmes qui a reçu des armes par parachutages sur le plateau Saint-Barnabé.

## Politique et administration
| Période                                  | Période    | Identité          | Étiquette     | Qualité                                                           |
| ---------------------------------------- | ---------- | ----------------- | ------------- | ----------------------------------------------------------------- |
| Les données manquantes sont à compléter. |            |                   |               |                                                                   |
| 1908                                     |            | Marius Isnard     |               |                                                                   |
| 1913                                     |            | Jules Euzière     |               |                                                                   |
| 1925                                     |            | Gratien Maunier   |               |                                                                   |
| novembre 1935                            | Août 1941  | Louis Euzière     | SFIO puis DVG | Conseiller d'arrondissement du canton du Bar-sur-Loup (1934-1937) |
| 1941                                     |            | Louis Maunier     |               |                                                                   |
| septembre 1944                           | avril 1945 | Louis Euzière     | DVG           |                                                                   |
| 1947                                     |            | Marius Euzière    |               |                                                                   |
| 1965                                     |            | Paul Sicard       |               |                                                                   |
| mars 2001                                | mars 2014  | Françoise Gioanni | UDI (NC)      | Conseillère générale du canton du Bar-sur-Loup (2011-2015)        |
| mars 2014                                | En cours   | Richard Thiery    | SE            | Fonctionnaire d'Etat - Directeur de recherches                    |

### Budget et fiscalité 2019
En 2019, le budget de la commune était constitué ainsi :
- total des produits de fonctionnement : 197 000 €, soit 1 561 € par habitant ;
- total des charges de fonctionnement : 161 000 €, soit 1 279 € par habitant ;
- total des ressources d'investissement : 76 000 €, soit 600 € par habitant ;
- total des emplois d'investissement : 76 000 €, soit 605 € par habitant ;
- endettement : 153 000 €, soit 701 € par habitant.

Avec les taux de fiscalité suivants :
- taxe d'habitation : 6,00 % ;
- taxe foncière sur les propriétés bâties : 7,95 % ;
- taxe foncière sur les propriétés non bâties : 27,26 % ;
- taxe additionnelle à la taxe foncière sur les propriétés non bâties : 0,00 % ;
- cotisation foncière des entreprises : 0,00 %.

Chiffres clés Revenus et pauvreté des ménages en 2017 : médiane en 2017 du revenu disponible, par unité de consommation : 16 900 €.

## Population et société

### Démographie

#### Évolution démographique
L'évolution du nombre d'habitants est connue à travers les recensements de la population effectués dans la commune depuis 1793. Pour les communes de moins de 10 000 habitants, une enquête de recensement portant sur toute la population est réalisée tous les cinq ans, les populations de référence des années intermédiaires étant quant à elles estimées par interpolation ou extrapolation. Pour la commune, le premier recensement exhaustif entrant dans le cadre du nouveau dispositif a été réalisé en 2004.

En 2022, la commune comptait 108 habitants, en évolution de −13,6 % par rapport à 2016 (Alpes-Maritimes : +2,85 %, France hors Mayotte : +2,11 %).
| 1793 | 1800 | 1806 | 1821 | 1831 | 1836 | 1841 | 1846 | 1851 |
| ---- | ---- | ---- | ---- | ---- | ---- | ---- | ---- | ---- |
| 180  | 149  | 162  | 181  | 190  | 181  | 162  | 189  | 190  |

| 1856 | 1861 | 1866 | 1872 | 1876 | 1881 | 1886 | 1891 | 1896 |
| ---- | ---- | ---- | ---- | ---- | ---- | ---- | ---- | ---- |
| 185  | 174  | 152  | 157  | 144  | 130  | 123  | 138  | 113  |

| 1901 | 1906 | 1911 | 1921 | 1926 | 1931 | 1936 | 1946 | 1954 |
| ---- | ---- | ---- | ---- | ---- | ---- | ---- | ---- | ---- |
| 110  | 134  | 108  | 75   | 51   | 83   | 86   | 62   | 59   |

| 1962 | 1968 | 1975 | 1982 | 1990 | 1999 | 2004 | 2006 | 2009 |
| ---- | ---- | ---- | ---- | ---- | ---- | ---- | ---- | ---- |
| 34   | 26   | 42   | 60   | 64   | 88   | 88   | 93   | 98   |

| 2014 | 2019 | 2022 | - | - | - | - | - | - |
| ---- | ---- | ---- | - | - | - | - | - | - |
| 124  | 110  | 108  | - | - | - | - | - | - |

### Enseignement
Établissements d'enseignements :
- Écoles maternelles à Tourrettes-sur-Loup, Le Bar-sur-Loup, Coursegoules,
- Écoles primaires à Gourdon, Tourrettes-sur-Loup, Le Bar-sur-Loup,
- Collèges à Vence,
- Lycées à Vence.

### Santé
Professionnels et établissements de santé :
- Médecins à Le Rouret, Vence,
- Pharmacies à Le Rouret, Vence,
- Hôpitaux à Le Rouret, Vence.

### Cultes
- Culte catholique, Paroisse Saint Antoine de Padoue[39], Diocèse de Nice.

## Économie

### Entreprises et commerces

#### Agriculture
- Exploitants agricoles.
- Élevages Ovins et Caprins[40].

#### Tourisme
- Auberge communale[41], chambres d'hôtes,
- Gîtes ruraux[42].

#### Commerces
- Commerces de proximité à Le Rouret, Vence.

## Culture locale et patrimoine

### Lieux et monuments

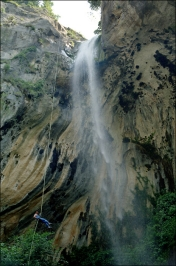
Le saut du Loup à la cascade de Courmes.

- Dolmen de Courmes, ou Dolmen de Cantracier.
- Église Sainte-Madeleine. Datant de 1781[43], elle renferme un autel en bois doré et un reliquaire ainsi que le tombeau des seigneurs de Cormis[44].
- Oratoire Saint-Jean-Baptiste.
- Plaque commémorative[45],[46].
- Maison-forte avec une porte Renaissance, ancienne maison seigneuriale.
- Lavoir et four communal.
- Ruines de l'ancien village avec son château fort sur le serre de la Madeleine[47].
- La fête patronale de la commune de Courmes a lieu traditionnellement le dernier week-end d'août avec une procession religieuse au cours de laquelle on transporte le buste de saint Félix, patron du village.

Patrimoine naturel :
- Gorges du Loup,
- Le saut du Loup
- Cascade de Courmes[48] dont la chute fait une vingtaine de mètres de hauteur,  site classé en 1913[49],
- Cascade des Demoiselles.

## Personnalités liées à la commune

### Héraldique
| Blason de Courmes | Blason  | D’azur aux deux lions affrontés d’or soutenant un rocher d’argent en chef. |
| Blason de Courmes | Détails | Les deux lions des armoiries du village de Courmes sont en référence aux seigneurs de Cormis qui portent deux lions affrontés d'or soutenant un cœur d'argent. Le statut officiel du blason reste à déterminer. |